# Toninho Cerezo
Antônio Carlos Cerezo (Belo Horizonte, 21 de abril de 1955), mais conhecido como Toninho Cerezo, é um ex-futebolista e atual técnico de futebol brasileiro. Atualmente sem clube.

## Carreira

### Como jogador
Craque de estilo clássico, começou nas categorias de base do Atlético Mineiro, com passagem, por empréstimo, pelo Nacional de Manaus, em 1974. Já em 1975 alcançou a titularidade no clube, substituindo o grande Wanderley Paiva, até então titular absoluto. Naquele mesmo ano foi convocado, pela primeira vez para a Seleção Brasileira. Nos 10 anos maravilhosos que passou no Clube Atlético Mineiro, se tornou ídolo e um dos jogadores mais tranquilos dos anos 1970 no clube.
Em 1983, foi vendido para a AS Roma por 10 milhões de dólares, maior negociação do futebol brasileiro até então, igualada a de Zico para a Udinese. Lá foi campeão da Copa da Itália, ao lado do compatriota Falcão. Em 1986, foi para a Sampdoria. No elenco genovês destacou-se no título da Recopa Europeia, no vice-campeonato da Champions League, no tricampeonato da Copa da Itália e na conquista inédita do Campeonato Italiano. A torcida da Samp ainda se lembra da última partida daquele campeonato, quando, no fim do jogo, ouviu-se nos alto-falantes do estádio uma música feita especialmente para ele. Cerezo era o maestro de um time em que jogavam astros como Pagliuca, Mancini, Vialli, Dossena, Vierchowood e Lombardo, treinados pelo lendário soviético Konstantin Boskov. Tim Vickery, da BBC, lembra que, naquela época, assistia aos jogos do "Calcio" especialmente para ver Toninho Cerezo jogar. O analista inglês destaca a visão de jogo de Cerezo e lembra que na final da Champions de 1992, apesar de já contar com 37 anos, o Barcelona escalou seu melhor jogador, Bakero, para passar o jogo a marcá-lo..
De volta ao Brasil, assinou com o São Paulo em 1992. Logo de cara, participou da conquista do Mundial Interclubes, quando a equipe superou o Barcelona (ESP), em Tóquio. No ano seguinte, comandou a equipe no bi da Libertadores e do Mundial. Na final de 1993, no Japão, contra o Milan, foi considerado o melhor em campo. Porém Cerezo teve atritos com o técnico Telê Santana e foi dispensado pelo clube.
Em 1994 transferiu-se para o Cruzeiro, onde enfrentou desconfiança da torcida e jogadores por seu destaque anterior no maior rival. A suspeita, entretanto, mostrou-se infundada, já que o atleta participou da conquista do Campeonato Mineiro daquele ano e foi crucial na luta contra o rebaixamento no Campeonato Brasileiro, sendo inclusive o herói da permanência ao marcar o gol da vitória celeste por 3x2 sobre o União São João,  jogo que decretou a permanência da raposa na série A.
Após breve passagem pelo Paulista de Jundiaí, onde se destacou no primeiro semestre de 1995, voltou ao São Paulo para jogar o brasileiro de 95 pelo clube.
Em 1996 Cerezo voltou ao Atlético-MG  para encerrar a carreira, tendo seu último jogo ocorrido na partida contra o Milan, na disputa da Copa Centenário de Belo Horizonte, em 1997 (o jogo ficou empatado em 2 a 2). Pelo Galo, fez 451 jogos e marcou 77 gols. Após a aposentadoria, tornou-se supervisor do Atlético-MG e em seguida treinou a equipe por três meses. Foi para o Vitória comandar um elenco sem estrelas e levou o time às semifinais do Campeonato Brasileiro de 1999. Em seguida, foi trabalhar como treinador no Japão, onde conseguiu um certo prestígio comandando o Kashima Antlers.
Entre outros prêmios, Cerezo venceu quatro vezes a Bola de Prata, sendo duas vezes Bola de Ouro, como melhor jogador do Campeonato Brasileiro. Levou, ainda, nove vezes o troféu Guará. Em 1981, foi escolhido o melhor jogador do Mundialito, disputado no Uruguai. Já em 1993, foi o melhor jogador da Copa Intercontinental.
Conhecido pelo espírito de liderança, era chamado o "Patrão da Bola". No Atlético, também ficou conhecido como o "Capitão da Paz". Dois fatos contribuíram para esse apelido. O primeiro ocorreu quando, em 1977, o goleiro Ortiz foi impedido de treinar e teve seus salários cortados após a derrota para o Cruzeiro na final do Campeonato Mineiro daquele ano, na qual o arqueiro fora colocado sob suspeita de ter se "vendido" ao time rival. Foi Cerezo quem conseguiu uma licença para que Ortiz voltasse aos treinos, ainda que em separado, e comandou uma coleta de dinheiro para que o jogador pudesse se alimentar e quitar seu aluguel. O segundo episódio aconteceu quando o jogador Nei Dias ameaçou o técnico Procópio de morte. Também dessa feita, o jogador só voltou ao time por influência de Cerezo. Mas, em algumas ocasiões o jogador foi obrigado a se impôr. A principal delas foi na Roma quando, ao fim da temporada de 1986, na qual, inclusive, levou o time ao título da Copa da Itália, o jogador, findo o derradeiro jogo, já no vestiário, tirou a camisa e a entregou ao presidente do clube, que vinha lhe pressionando, dizendo que ali não mais jogaria.

#### Seleção Brasileira
A ascensão de Toninho Cerezo coincide com a formação do esquadrão atleticano nos anos 1970, que sucedeu à geração de Dario e Cia., campeã brasileira em 1971. Lançado por Telê Santana, Cerezo logo chegou à seleção convocado por Osvaldo Brandão, grande admirador de seu futebol, mas que não se aguentaria no comando da seleção até o certame mundial. Em 1977, Cláudio Coutinho, um militar com formação em educação física, preparador físico de Zagallo nas copas de 1970 e 1974, foi indicado para treinar a seleção do Brasil.
Ainda assim, Cerezo, pelas atuações em campo, se transformou em jogador de confiança da seleção e foi convocado para a disputa do Mundial na Argentina em 1978. Disputou todos os jogos do mundial, salvo o jogo decisivo contra a Argentina,
Aa partida decisiva do grupo contra a Argentina ficou conhecida como "A Batalha de Rosário" e terminou em 0 a 0. De acordo com Búfalo Gil: "Nós jogamos com um time muito defensivo porque o Cerezo não quis jogar. Ele disse que estava com uma "contratura" (...) Eles entrevistaram todo mundo e queriam saber porque o Cerezo não quis jogar e eu falei: "olha o Cerezo amarelou". Era uma coisa engasgada, falei, por ser muito falante e boca grande, ninguém quis falar, mas falei. O Cerezo teve um contratura na saída do hotel, naquela época, era tá doendo aqui, tá doendo, o médico não tinha [o que fazer], hoje põe na ressonância não tem nada, é mais difícil burlar. (...) No jogo seguinte, o Cerezo recuperou a contratura. Isso magoou todos nós. Porque o Cerezo dava dinâmica, uma saída muito boa, qualidade com a bola e nos deixou na mão.". 
Em 1979, ainda com Coutinho no comando da seleção, Cerezo vive momentos difíceis para se enquadrar no modelo implantado. Era convocado, mas, já no primeiro jogo daquele ano, ficou no banco de Paulo César Carpeggiani, comandado de Coutinho no Flamengo. No jogo seguinte, entrou jogando e foi substituído por Guina, meia do Vasco da Gama.
Em 1980, Telê Santana assumiu a Seleção Brasileira. Com Telê, que o lançara no Atlético Mineiro, Toninho Cerezo voltou a brilhar e compôs um escrete com craques como Sócrates, Zico, Luizinho, Júnior, Paulo Isidoro, Reinaldo, Oscar, Edevaldo, Valdir Peres e Éder, que marcou época no futebol mundial. Embora houvesse nessa equipe uma indefinição crônica quanto ao atacante central e uma deficiência na baliza, o futebol por si praticado era vistoso e vitorioso. Momento alto de Cerezo nessa época foi o Mundialito, em 1981, no qual foi o maestro da vitória por 4 a 1 sobre os alemães, onde levou o troféu de melhor jogador do certame. Ainda nesse ano, teve participação destacada no time que se classifica para a Copa de 1982 e cumpriu excelente excursão europeia, vencendo França, Inglaterra e Alemanha, com Cerezo, de novo, a marcar um gol decisivo.
Na Copa, não pôde atuar contra a Seleção Soviética por estar suspenso. Após os primeiros e brilhantes resultados, veio a improvável eliminação do Brasil para uma Itália tecnicamente frágil mas taticamente disciplinada, por 3 a 2. Cerezo foi massacrado pela imprensa brasileira pelo passe errado que originou o segundo gol italiano. Júnior descreveu a reação em campo:
Quando a Itália fez o segundo gol, olhei para o Cerezo e ele estava chorando. Fiquei louco de raiva. Descontrolado mesmo. Fui até ele e disse: ‘Se você não parar de chorar agora, meto-lhe a mão na cara. Este é um jogo para homens, Toninho. Se você está com medo, saia logo".
A história registra, todavia, que formou, ao lado de Falcão, Sócrates e Zico um dos melhores meios de campo da história do futebol mundial.
Após comandos de Carlos Alberto Parreira e Evaristo de Macedo, com Cerezo sendo deixado de lado nas convocações, Telê Santana retornou ao comando da equipe. Desconhecendo a realidade do futebol brasileiro de então, convocou uma Seleção com jogadores testados e aprovados em outras competições com ele, incluindo Cerezo.
Nesse contexto e, já na Sampdoria, Cerezo é convocado mas não chega a jogar, contundido. A pressão é grande e Telê prefere não apostar na recuperação do craque. A partir de 1987, Cerezo não foi mais convocado. Naquele ano, Carlos Alberto Silva, novo treinador, tentaria uma reforma ampla, que passava pela aposentadoria da geração de 1982,  perspectiva que durou pouco.

### Como treinador
Como treinador, obteve destaque tanto no Brasil quanto no exterior. Em 1999, obteve a maior sequência de vitórias de um treinador no Vitória, levando a equipe à semifinal do Campeonato Brasileiro, sendo eliminado pelo seu ex-clube, Atlético Mineiro. Treinou, ainda, o mesmo Atlético Mineiro, indo depois para o Japão, onde treinou o Kashima Antlers por seis anos e alcançou grande sucesso, com um bicampeonato do Campeonato Japonês e duas Copas da Liga, além de vencer uma Copa do Imperador. No exterior, treinou também o Al-Hilal, da Arábia Saudita, o Al-Shabab, sendo campeão nacional em 2007-08, e Al-Ain, ambos dos Emirados Árabes Unidos.
No dia 27 de maio de 2010, foi confirmado como novo técnico do Sport Club do Recife. Porém, apenas três meses depois, foi demitido devido aos resultados ruins que obteve na Série B.
No dia 3 de dezembro de 2011, retornou ao clube onde obteve primeiro destaque como técnico, o Vitória. Porém, em 5 de abril de 2012, acabou demitido após uma sequencia de empates no Campeonato Baiano.
No início de 2013, retorna ao comando técnico do Kashima Antlers, do Japão. Conquistou a Copa Suruga Bank de 2013.

## Vida pessoal
Em julho de 2010, uma das filhas de Toninho Cerezo, Lea T que é transexual, apareceu na mídia por ter sido escolhida como estrela de uma campanha publicitária da grife Givenchy na Europa. Toninho Cerezo, quando contatado para comentar o fato, desligou o telefone. Numa entrevista em 2007, Toninho, que é pai de quatro filhos, chegou a dizer que só tinha três filhos. Em 2017, apareceu no programa "Conversa com Bial" ao lado da filha, dizendo que sentia orgulho de estar ao lado dela no programa.

## Títulos

### Como jogador
Nacional
- Campeonato Amazonense: 1974

Atlético Mineiro
- Campeonato Mineiro: 1976, 1978, 1979, 1980, 1981, 1982 e 1983
- Taça Minas Gerais: 1975, 1976 e 1979
- Copa dos Campeões da Copa Brasil: 1978
- Copa Centenário de Belo Horizonte: 1997

Cruzeiro
- Campeonato Mineiro: 1994

Roma
- Copa da Itália: 1984 e 1986

Sampdoria
- Copa da Itália: 1988 e 1989
- Recopa Europeia: 1989-90
- Supercopa Italiana: 1991
- Campeonato Italiano: 1990-91

São Paulo
- Campeonato Paulista: 1992[11]
- Copa Libertadores: 1993
- Copa Intercontinental: 1992 e 1993
- Supercopa Libertadores: 1993
- Recopa Sul-Americana: 1993
- Copa dos Campeões Mundiais: 1995

Individuais
- Bola de Ouro: 1977, 1980
- Bola de Prata: 1976, 1977, 1980
- FIFA XI (Reserva): 1979
- Prêmio de Jogador Mais Valioso da Copa Intercontinental: 1993
- AS Roma Hall of Fame: 2016

### Como treinador
Kashima Antlers
- Campeonato Japonês: 2000, 2001
- Copa do Imperador: 2000
- Copa da Liga Japonesa: 2000, 2002
- Copa Suruga Bank: 2013

Al-Shabab
- Campeonato dos Emirados Árabes: 2007-08